# 柴田錬三郎
柴田 錬三郎（しばた れんざぶろう、1917年〈大正6年〉3月26日 - 1978年〈昭和53年〉6月30日）は、日本の小説家、ノンフィクション作家、中国文学者。本名齋藤錬三郎（さいとう れんざぶろう）。
代表作に『眠狂四郎』シリーズ、『赤い影法師』『御家人斬九郎』『三国志 英雄ここにあり』などがあり、剣客ブームを巻き起こし、時代小説に新風を送った。「シバレン（柴錬）」の通称でも呼ばれた。

## 生涯と作品

### 生い立ち・戦前
岡山県邑久郡鶴山村（現・備前市）の地主・柴田知太の三男として生まれる。父は日本画家でもあった。3歳で父を亡くしたが、遺された漢籍に親しみ、唐宋詩人の詩を愛吟して育った。
鶴山尋常小学校を卒業後、1929年に旧制岡山県第二岡山中学校に進学。校友誌に詩や短篇を発表する。親の薦めもあり、始めは医学部に進学することを考え、上京して慶應義塾大学医学部予科を受験して入学したが、半年後に文学部予科へ移る。慶大予科3学年の時に、『十円紙幣』を君尾哲三のペンネームで『三田文學』に発表する。1940年に、庄内藩の齋藤家の出身である齋藤栄子（清河八郎の妹・辰の孫）と結婚、齋藤家の婿養子となり、齋藤錬三郎と名乗る。同年、慶大文学部支那文学科卒業。在学中から魯迅に傾倒し、卒業論文は『魯迅論』、その後も『三田文學』に小説「魯迅幼年期」(1940年)や、魯迅に関する論考を発表している。
はじめ、内国貯金銀行（現在のりそな銀行の前身）に入行したが3か月で辞職。銀行退職後、「泰東書道院」が主宰していた月刊誌『書道』の編集部に就職。日本出版協会に勤める。また同年、長女・美夏江が誕生している。
1940年に徴兵検査を受け第三乙種となる。1942年に日本出版文化協会に入り、また清河八郎を描いた『文久志士遺聞』を刊行、12月に召集され、相模原第89重砲連隊入営。3週間の基礎訓練を終えたのちに、医学部予科に在籍していたことから衛生兵となる。相模原陸軍病院に配属されたのち、横須賀陸軍病院へ転属勤務、入院して召集解除となる。1年後に再招集を受け、1945年に衛生兵として輸送船で南方へ派遣される途中、バシー海峡にて敵潜水艦の魚雷に遭い乗艦が撃沈、7時間漂流し、奇跡的に味方の駆逐艦に救助された。漂流中はひたすら北宋の曹志固の「虞美人草の詩」を詠じていたという。
その後、田所太郎、大橋鎭子らと『日本読書新聞』の再刊にたずさわった。のち雑誌『書評』編集長となり、また『三田文學』等に文芸評論を発表する。

### 戦後・流行作家へ
戦後は『日本読書新聞』の編集長を務めながら、1947年に『文學季刊』に「狂者の相」を発表するが、陰惨な描写に批判が集まり、カストリ雑誌に大衆小説を書くが原稿料不払いが多く、児童読み物出版社で世界名作ダイジェストを書いて生活費と妻の結核の治療費をまかなった。佐藤春夫に、堀口大學、井伏鱒二、井上靖といった文学者と共に師事して、1949年に『日本読書新聞』を退職、文筆活動専業となる。当時かつて交渉のあった女性について佐藤春夫に問いただされて小説『日照雨』が書かれ、柴田らしき人物も登場することから「芥川賞欲しさに自分の女を売った」という噂が流れたが、まったく弁明をせず、後に「柴練はサムライだ」と評価された。
1951年6月に『三田文學』に発表した『デス・マスク』が第25回芥川賞・第25回直木賞候補に入る。翌年『イエスの裔』で第26回直木賞を受賞した。松本清張らと共に、賞を取ったものの食えない時期が長く、この頃の注文原稿は、受賞後に『オール讀物』に書いた講談ネタの「新説河内山宗俊」「カステラ東安」の他は、地方新聞に書いた恋愛もの、『オール讀物』でのヒッチコックやヒトラーなど古今の有名人の実話風読み物や毎日新聞の匿名のコラム欄、『小説公園』『面白倶楽部』での現代小説であり、柴田にとって暗中模索の時期となった。1954年に『週刊タイムス』からの依頼で初の時代長編小説『江戸群盗伝』を連載し、ストーリーテラーとしての才能を意識する。
1956年から、創刊されたばかりの『週刊新潮』で編集長斎藤十一の依頼により連載された『眠狂四郎』シリーズでは、戦後を代表するニヒル剣士の眠狂四郎を登場させ、読み切りという斬新な手法をとった連載手法と通俗的な要素を織り込み、『柳生武芸帳』の五味康祐と共に剣豪小説の一大ブームを巻き起こし、「剣豪作家」のイメージが定着した。1960年から『週刊文春』に連載された忍者もの『赤い影法師』や、1962年から『オール讀物』で連載した、明治末期から人気を得た書き講談シリーズ立川文庫に擬した「柴練立川文庫シリーズ」では伝奇小説としても高く評価され、また荒唐無稽であると同時に、講談ネタのヒーロー像が「現代人の自虐意識の現れ」へと変遷しているとされた。また同時期に『剣は知っていた』『血汐笛』などの恋愛を主体にした時代物も手がけた。
中国ものでは『柴錬三国志』『柴練水滸伝』『毒婦四千年』などがあり、1969年に『三国志英雄ここにあり』で第4回吉川英治文学賞を受賞した。現代小説では『チャンスは三度ある』などがあり、『図々しい奴』について奥野健男は「戦後の繁栄に向う世界を堂々と既成の権威を無視し、しかし古い真に良いものを敬愛していきのび、成功した立身出世物語」であり「青白き、進歩的良心的な知識人、上流階級のアンチテーゼ」と評している。

### 晩年
1966年から1977年まで、直木賞の選考委員を務める。柴田が選考委員をしていたこの間の受賞者には、五木寛之、野坂昭如、陳舜臣、井上ひさし、藤沢周平などがいる。他、小説現代新人賞の選考委員も務めた。次いで今東光と共に「文壇野良犬会」を結成し、水間寺での住職権限を争う大乱闘や梶山季之の急逝における葬儀争奪戦での役回りなど、比叡山の僧兵かと見まがうがごときの活動も繰り広げた。この野良犬の会には、黒岩重吾、吉行淳之介、陳舜臣、田中小実昌、野坂昭如、戸川昌子、長部日出雄、井上ひさし、藤本義一などが参加した。NHKテレビの人形劇『真田十勇士』(1975-77年放映）の原作も書き下ろした。
随筆・エッセイも多数発表している。また、「3時のあなた」（フジテレビ）や「ほんものは誰だ!」（日本テレビ）など、テレビ番組への出演も晩年まで積極的に行うなど、現代で言う文化人タレント的な一面も持っていた。ドラマ『おらんだ左近事件帖』の第14話では浪人に扮し、剣の切っ先で大きく円を描いてから対手を斬るという、眠狂四郎ばりの殺陣を披露している。

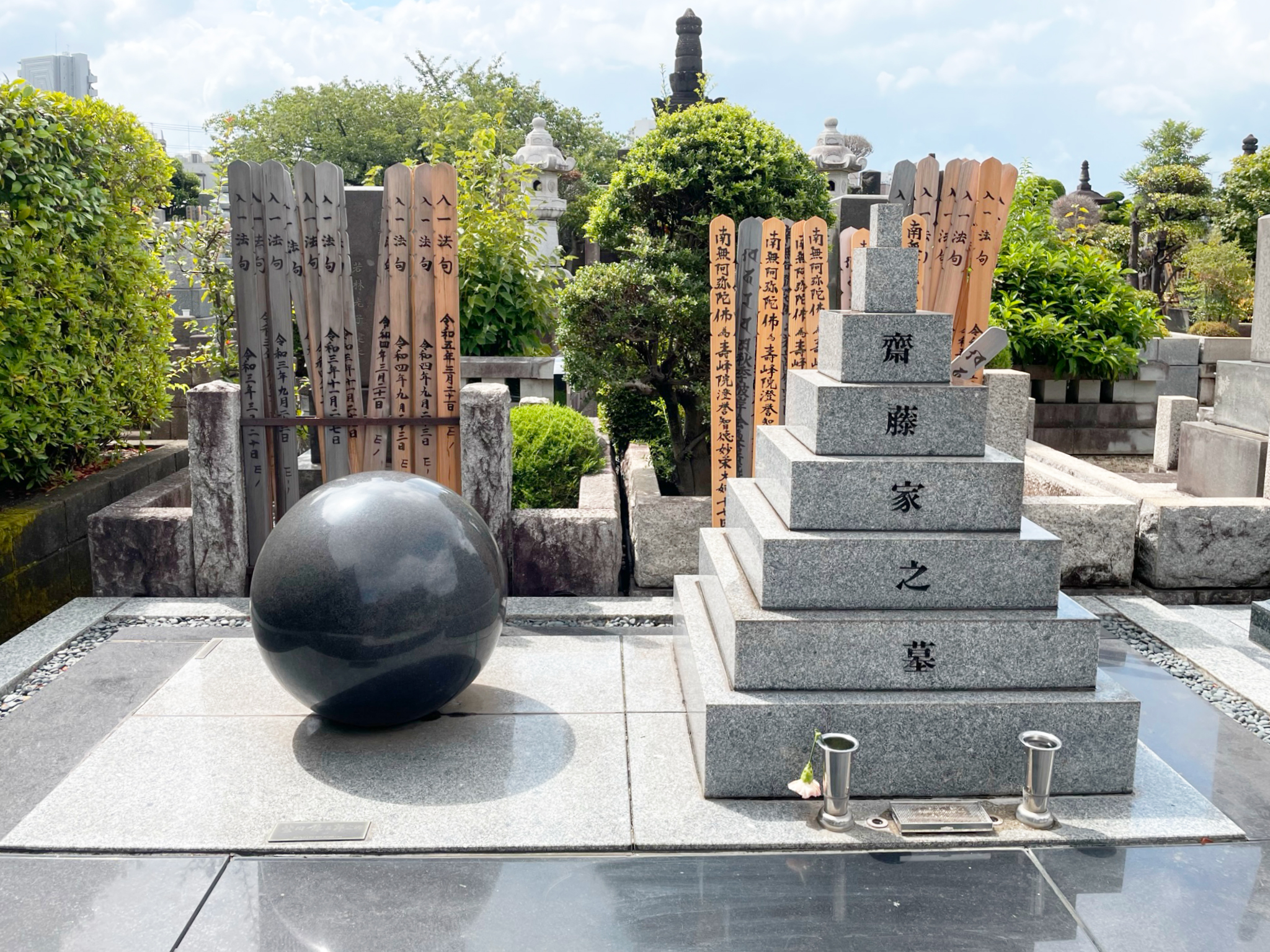
東京・伝通院にある墓（2023年撮影）

赤穂浪士もの『復讐四十七士』連載中の1978年6月30日、肺性心のため慶應義塾大学病院で死去した。享年61。訃報には池波正太郎「柴田さんの作品には豊かなイマジネーションの底にリアリティがありました。きちんと文学的素養というか、美的センスがありました」などのコメントが寄せられ、尾崎秀樹はその作品を「単なる荒唐無稽さやエロチシズムをねらったものではなく、中国文学に学び、フランスのモダニズム文学に影響を受けたその教養を基礎とし、作者自身の近代的自我をも投影させて、その作品世界を構築した骨太さがあり、時代に対する抵抗感も秘めていた」と評している。昭和30年代に佐藤春夫の門弟たちによる誕生日を祝う会で、佐藤から、剣豪小説もいいが豊かな才能を浪費せずに文学的なしっかりした小説を書けと言われて、書きます、と答え、それ以来唐の玄宗皇帝を題材にした作品の構想を練っていたが、果たせなかった。墓所は師の佐藤春夫と同じ文京区小石川の伝通院にあり、戒名は蒼岳院殿雋誉円月錬哲居士。墓のデザインは横尾忠則による。
没後に集英社で「選集」全18巻が刊行。1988年には柴田錬三郎賞が創設された。

## エピソード
- 時代作家としては異風な洒落男で知られ、ヴァレンティノやサンローランなどのファッションブランドを好んだ[9]。1976年には入江相政とともにベストドレッサー賞を受賞している。最晩年の入院時も、当初用意したパジャマは着ずに、真っ白いパンタロンに外国製のＴシャツで通した[4]。愛車はメルセデス・ベンツ[10]。また軽井沢に別荘（元外国人別荘）を所有[11]。趣味はゴルフ [9]。四国松山の奥道後ゴルフクラブは、柴田のために造られたゴルフ場である[12]。
- 邑久郡鶴山小学校の依頼で「鶴山音頭」を作詞している。
- 前述の『おらんだ左近事件帳』第14話の出演の他、田村正和主演の『眠狂四郎』（関西テレビ ・フジテレビ系）第14話・第17話・第26話（最終回）に特別出演と言う形で出演、また、主題歌「孤独」（歌唱：沢竜二）の作詞も手掛けている。
- 田村正和を役者として高く評価し[13]、「眠狂四郎」の舞台で狂四郎役に抜擢[14]、またTVシリーズ化にあたり、田村を指名[14]、田村を最高の眠狂四郎役者と称賛していた[13]。田村も柴田を父親の様に慕っていて、柴田の葬儀に駆け付けた田村は人目も気にせず泣きじゃくったという[14]。
- NHK連続テレビ小説『とと姉ちゃん』劇中で、主人公の甲東出版在籍時代の同僚の五反田一郎（演・及川光博）は、柴田をモデルとしている[15]。

## 係累
柴田の妻・栄の弟はフランス文学者の齋藤磯雄。妻の大伯父（祖母・辰の兄）に、幕末の志士・清河八郎（本名は齋藤正明）がおり、各・墓地は柴田と同じ小石川・伝通院にある。遠藤周作や吉行淳之介とは遠縁にあたる。駆け出し時期の遠藤や吉行は柴田邸に入り浸っていた。ジャーナリストの大森実はいとこにあたる。

## 著作一覧

### 1940年代
- 『南方のうた』泰東書道院出版部 1942
- 『文久志士遺聞』泰東書道院出版部 1942
- 『生きものの夜』真光社 1948
- 『少年海賊王』新浪漫社淺田書店 1948
- 『母の絵姿』偕成社 1949

### 1950年代
- 『母いま何処』偕成社 1950
- 『怪人黒マント』偕成社 1950
- 『夢よ真実ならば』偕成社 1950
- 『ジャンヌ・ダーク 救国の少女』偕成社 1950
- 『豊臣秀吉 日本の英傑』偕成社(偉人物語文庫) 1952
- 『三国志』偕成社、1952年（児童向け）（講談社文庫（柴練痛快文庫2）、2002年）
- 『チャーチル 現代の英雄』偕成社(偉人物語文庫) 1952
- 『冒険船長』妙義出版社(少年少女名作文庫) 1952
- 『イエスの裔』文藝春秋新社 1952
- 『ナポレオン 世界の英傑』偕成社(偉人物語文庫)1953
- 『黒衣の怪人』ポプラ社 1954
- 『魔海一千哩』偕成社 1954
- 『七つの海の狼』偕成社 1954
- 『白頭巾夜叉』偕成社 1954
- 『江戸群盗伝』桃源社 1954（『週刊タイムス』1954年5月-） のち新潮文庫、集英社文庫、コスミック時代文庫
  - 『素浪人江戸姿』桃源社 1955（『週刊タイムス』）、改題『素浪人梅津長門 続江戸群盗伝』大日本雄弁会講談社(ロマン・ブックス) 1957、『続江戸群盗伝』新潮文庫 1960、『素浪人江戸姿』時代小説文庫 1986
- 『妖魔の黄金塔』ポプラ社 1954
- 『天一坊秘聞』偕成社(実録時代小説) 1954
- 『三面怪奇塔』偕成社 1954
- 『スパイ第十三号』偕成社 1955
- 『七つの海の狼』河出書房(ロビン・ブックス) 1955
- 『由井正雪』偕成社(実録時代小説) 1955 （講談社文庫（柴練痛快文庫1）、2001年）
- 『猿飛佐助』偕成社(実録時代小説)1955
- 『刺客心中』河出新書 1955
- 『花の散る道』東方社 1955
- 『皇后狂笑』同光社(大衆小説名作選)1955 「毒婦四千年」講談社文庫
- 『偽処女』鱒書房(コバルト新書) 1955
- 『妃殿下と海賊』鱒書房 1956
- 『眠狂四郎』シリーズ
  - 『眠狂四郎無頼控』第1-7 新潮社 1956-58（『週刊新潮』1956年5月-1958年3月） のち文庫
  - 『眠狂四郎無頼控 続三十話』新潮社 1959年（『週刊新潮』1959年1-7月）
  - 『眠狂四郎独歩行』新潮社 1961（『週刊新潮』1961年1-12月） のち文庫
  - 『眠狂四郎殺法帖』新潮社 1963（『週刊新潮』1963年4月-1964年3月） のち文庫
  - 『眠狂四郎孤剣五十三次』新潮社 1967（『週刊新潮』1966年1月-1967年3月） のち文庫、集英社文庫
  - 『眠狂四郎虚無日誌』新潮社 1969（『週刊新潮』1968年7月-1969年5月） のち文庫
  - 『眠狂四郎京洛勝負帖・蝦夷館の決戦』広済堂出版 1969 のち新潮文庫、集英社文庫
  - 『眠狂四郎無情控』新潮社 1972（『週刊新潮』1971年1-12月） のち文庫
  - 『眠狂四郎異端状』新潮社 1975（『週刊新潮』1974年4-12月 のち文庫、集英社文庫
- 『第8監房』東方新書 1956
- 『新恋愛論 女性に関する人生ノート』妙義出版(スマイル・ブックス) 1956
- 『抜打ち侍』同光社 1956 のちケイブンシャ文庫、時代小説文庫
- 『異変助太刀記』大日本雄弁会講談社(ロマン・ブックス) 1956 のち春陽文庫
- 『剣は知っていた』新潮社 1957（『東京新聞』夕刊 1956年6月-1957年7月） のち文庫
- 『若武者最期』角川小説新書 1957 のち春陽文庫
- 『罠をかけろ』光風社 1957
- 『女心砕けたり』桃源社 1957
- 『剣豪にっぽん』光風社 1957 のち春陽文庫
- 『将軍と姫と浪人』和同出版社 1957
- 『盲目殺人事件』桃源社(推理小説名作文庫) 1957
- 『桜田門』青春出版社 1957 「牢獄」集英社文庫
- 『野生処女』和同出版社 1957
- 『まだら頭巾剣を抜けば』同光社出版、1957年（『平凡』1957年1-3月）
- 『源氏九郎颯爽記』光文社 1957 のち春陽文庫、講談社文庫、集英社文庫
  - 『白狐二刀流 続源氏九郎颯爽記』桃源社 1958（『面白倶楽部』1958年4月）
  - 『秘剣揚羽蝶 源氏九郎颯爽記』講談社 1962 のち文庫、集英社文庫
- 『デカダン作家行状記』桃源社 1957 のち中公文庫、集英社文庫（「やくざな神の物語」併録）（昭和20年代の同題著書とは別作品）[16]
- 『影ふかき人』桃源社 1957（『婦人生活』1957年1-12月）
- 『風俗夫人』桃源社 1957
- 『血汐笛』大日本雄弁会講談社 1958（地方新聞 1957年3月-） のち春陽文庫、講談社文庫
- 『愛の虚実』光風社 1958
- 『新編三国志』春陽堂書店 1958 のち旺文社文庫、講談社文庫
- 『死者の唇』六興出版部 1958
- 『燃えろ朝雲』 光風社 1958（『平凡』1957年4-1958年2月）
- 『夢に罪あり』光風社 1958 のち春陽文庫
- 『銀座の沙漠』講談社 1958
- 『血太郎孤独雲』講談社 1958（『明星』1958年3-12月） のち春陽文庫、講談社文庫
- 『チャンスは三度ある』筑摩書房 1958（『産経時事』夕刊 1957年12月-1958年2月） のち春陽文庫、集英社文庫
- 『美男城』中央公論社 1958（『主婦の友』1958年1-12月） のち新潮文庫、講談社時代小説文庫
- 『遊太郎巷談』集英社 1959（『週刊明星』1958年7月1959年9月） のち春陽文庫、集英社文庫、コスミック時代文庫
- 『主水血笑録』講談社 1959（『日本』1958年7月-1959年4月） のち春陽文庫、講談社文庫
- 『今日の男』中央公論社 1959 「不安な遺言」広済堂文庫
- 『男が爆発する』講談社 1959
- 『孤剣は折れず』新潮社 1959（『東京新聞』1958年9月-1959年8月） のち文庫
- 『さかだち』筑摩書房 1958年（短編集）

### 1960年代
- 『血笑記』光風社 1960 のち春陽文庫

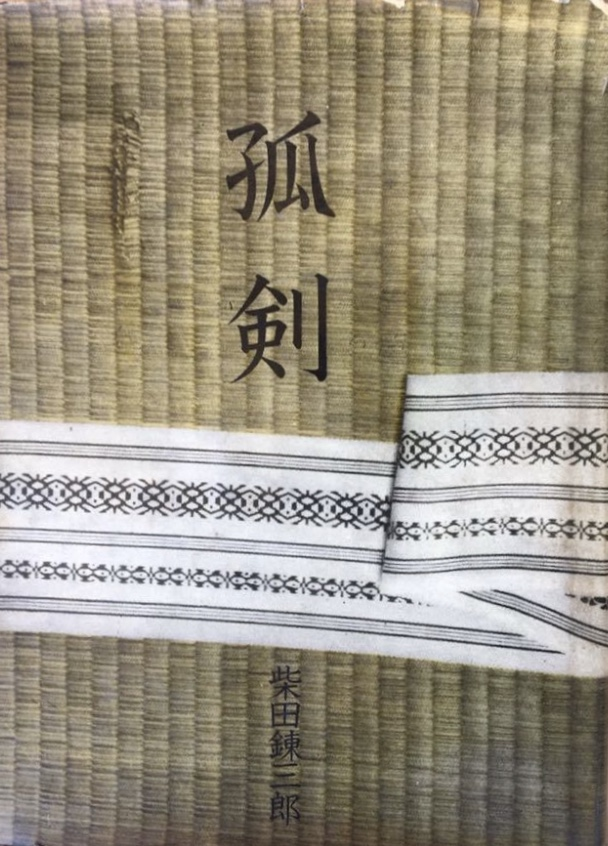
『孤剣』浪速書房（1962年）

- 『幽霊紳士』文藝春秋新社 1960（『オール讀物』1959年1-12月） のち春陽文庫、広済堂文庫、集英社文庫
- 『心形刀』新潮社 1960 のち文庫
- 『江戸っ子侍』新潮社 1960（新聞3社連合 1959年4月-1960年5月） のち春陽文庫、集英社文庫、講談社文庫
- 『異常の門 夢殿転精神帖』講談社 1960 のち春陽文庫、講談社文庫
- 『真紅の瞳』講談社 1960年（『婦人生活』1959年7月-1960年5月）
- 『赤い影法師』シリーズ
  - 『赤い影法師』文藝春秋新社 1960（『週刊文春』1960年2-12月） のち新潮文庫
  - 『南国群狼伝』文藝春秋新社 1961 のち春陽文庫、ケイブンシャ文庫、時代小説文庫、集英社文庫、新潮文庫、講談社時代小説文庫
- 『図々しい奴』全3冊 光文社(カッパノベルス) 1960-61（『週刊明星』1960年1月-1961年6月） のち角川文庫、春陽文庫、集英社文庫、
- 『戦国旋風記』光風社 1960 のち光文社文庫
- 『私説大岡政談』新潮社 1961（『週刊公論』1960年8-11月） のち春陽文庫、集英社文庫、「柴錬大岡政談」講談社文庫
- 『おれは侍だ』中央公論社 1961（『週刊公論』1961年4-8月） のち春陽文庫、講談社文庫、集英社文庫
- 『三人の女』光文社(カッパ・ノベルス)1962（『婦人生活』1961年1月-1962年3月） のち春陽文庫
- 『若くて、悪くて、凄いこいつら』全3部 集英社 1962-63（『週刊明星』1962年1月-1963年7月） のち文庫
- 『運命峠』上下巻 新潮社 1962 のち文庫、講談社時代小説文庫
- 『孤剣』浪速書房 1962
- 『孤独な剣客』光風社 1962 のち新潮文庫
- 『人間の噂』新潮社(ポケット・ライブラリ) 1962（『週刊読売』1962年1-7月）
- 『顔十郎罷り通る』講談社 1962（『週刊現代』1962年1-11月） のち文庫
- 柴錬立川文庫シリーズ（『オール讀物』1962年1月-1965年12月）
  - 『猿飛佐助』文藝春秋新社 1962 のち文庫
  - 『真田幸村』文藝春秋新社 1963 のち文庫
  - 『忍者からす』文藝春秋新社 1964 のち時代小説文庫、集英社文庫、新潮文庫、講談社時代小説文庫
  - 『柳生但馬守』文藝春秋新社(ポケット文春)1965 のち文庫、ケイブンシャ文庫、時代小説文庫
  - 『風魔鬼太郎』文藝春秋新社(ポケット文春)1965 のち春陽文庫、時代小説文庫
  - 『毒婦伝奇』文藝春秋新社 1965 のち時代小説文庫、春陽文庫、集英社文庫、文春文庫
  - 『裏返し忠臣蔵』文藝春秋 1966（『オール讀物』1966年1-12月） のち文庫、春陽文庫、時代小説文庫、講談社時代小説文庫
  - 『日本男子物語』文藝春秋 1968 のち時代小説文庫、春陽文庫、集英社文庫、「異説幕末伝」講談社文庫
- 『明治一代男』朝日新聞社 1963（『文芸朝日』1062年5月-1963年5月） のち春陽文庫、講談社文庫
- 『清河八郎』光風社 1963 のちケイブンシャ文庫、集英社文庫
- 『剣と旗と城』新潮社 1964（『週刊サンケイ』1962年11月-1964年9月）のち講談社文庫
- 『お江戸日本橋』講談社 1964 のち文庫、コスミック時代文庫
- 『江戸八百八町物語』中央公論社 1964（『小説中央公論』1963年1-12月） のち文庫、講談社文庫、講談社時代小説文庫
- 『わが毒舌』光風社 1964
- 『人間勝負』新潮社 1964-65（『東京新聞』1963年11月-1964年12月） のち春陽文庫、新潮文庫、広済堂文庫
- 『おれは大物』集英社(コンパクト・ブックス) 1964-65 のち春陽文庫
- 徳川太平記シリーズ
  - 『徳川太平記 男は度胸』文藝春秋新社 1965年（『週刊文春』1964年3-12月） のち文庫、集英社文庫
  - 『徳川太平記 天下の勝負』文藝春秋新社 1965年（『週刊文春』1965年1-10月）
- 『われら九人の戦鬼』文藝春秋新社 1965（『報知新聞』1964年2月-1965年5月） のち文庫、集英社文庫
- 『自分と女たち』講談社 1965
- 『青い血の娘』集英社(コンパクト・ブックス) 1965
- 『わしは、わしの道を行く』講談社 1965（『小説現代』1964年1月-1965年9月） のち春陽文庫
- 『女の敵』講談社 1966 のち春陽文庫
- 『言いたい事を言う』雪華社 1966
- 『おれの敵がそこにいる』光文社(カッパ・ノベルス) 1966（『平凡パンチ』1965年10月-1966年4月） のち広済堂文庫
- 『微笑剣』講談社 1966年（短編集）
- 『剣鬼』 新潮社 1965-67 のち文庫
  - 『狼眼流左近』新潮社(新潮小説文庫) 1968
  - 『月影庵十一代 剣鬼シリーズ』新潮社(新潮小説文庫) 1968
  - 『霞の半兵衛 剣鬼シリーズ』新潮社(新潮小説文庫)1968 のち春陽文庫
- 『わが青春無頼帖』新潮社 1967 のち中公文庫
- 『生命ぎりぎり物語』文藝春秋 1967（『週刊文春』1967年1-9月） のち春陽文庫、集英社文庫
- 『一の太刀』桃源社(ポピュラー・ブックス) 1967 のち新潮文庫、講談社時代小説文庫
- 『酒・歌・女われにあり』集英社(コンパクト・ブックス) 1968（『週刊明星』1967年5月-1969年6月）
- 『白猿剣士』新潮社(新潮小説文庫) 1968「隠密利兵衛」文庫
- 『キミはやれ、俺がやらせる 柴錬人生相談』集英社(プレイボーイ・ブックス) 1968
  - 『ズバリ問答無用 柴錬人生相談』集英社(プレイボーイ・ブックス) 1969
- 『徳川浪人伝』新潮社 1968（地方新聞、1966年3月-1967年4月） のち文庫
- 『度胸時代』毎日新聞社 1968（『サンデー毎日』1967年4月-1968年3月） のち春陽文庫、集英社文庫
- 『岡っ引どぶ 柴錬捕物帖』講談社 1968 のち文庫
- 『殺生関白』桃源社(ポピュラー・ブックス) 1968「首斬り浅右衛門」講談社文庫
- 『日本幽霊譚』文藝春秋 1968
- 『三国志 英雄ここにあり』講談社 1968年（『週刊現代』1966年1月-1967年3月）
- 『柴錬巷談』講談社 1969-71（『小説現代』1968年2月-1969年12月）、改題『柴錬ひとりごと』中公文庫
- 『浪人列伝』文藝春秋 1969（『オール讀物』1969年2-12月） のち新潮文庫、講談社文庫
- 『日本剣客伝 上巻』朝日新聞社 1969年（南條範夫他共著、「小野次郎右衛門」収録）

### 1970年代
- 『最後の勝利者』新潮社 1970（『日本経済新聞』1968年10月-1969年10月） のち時代小説文庫、新潮文庫
- 『大将』講談社 1970（『現代』1969年1-12月） のち集英社文庫（坪内寿夫）
- 『修羅長脇差』講談社(ロマン・ブックス) 1970
- 『貧乏同心御用帳』読売新聞社 1970（『週刊読売』1969年9月-1970年5月） のち集英社文庫、時代小説文庫、講談社文庫
- 『女どもと俺 柴錬艶笑エッセイ』集英社(プレイボーイ・ブックス) 1970
- 『われら旗本愚連隊』集英社 1970（『週刊ポスト』1969年8月-1970年5月） のち文庫
- 『木乃伊館』文藝春秋 1971 のち講談社文庫
- 『巷説水滸伝 風雲篇』潮出版社 1971（『潮』1969年9月-1974年12月）
- 『人斬り斑平』広済堂出版 1971 のち春陽文庫
- 『乱世流転記』集英社 1971 のち文庫
- 決闘者 宮本武蔵（のち講談社文庫、新潮文庫、集英社文庫）
  - 『決闘者 宮本武蔵 少年篇青年篇』講談社 1971年（「柴練宮本武蔵・決闘者-少年・青年篇」改題、『週刊現代』1970年1月-1971年4月）
  - 『決闘者 宮本武蔵 壮年篇』講談社 1973年（「柴練宮本武蔵・決闘者-壮年篇」改題、『週刊現代』1972年1月-1973年3月）
- 『花の十郎太 戦国心意気物語』集英社 1972（『週刊明星』1970年6月-1972年7月） のち文庫
- 『おらんだ左近』実業之日本社 1972（『週刊小説』1972年2-9月） のち集英社文庫、ケイブンシャ文庫
- 『柴田錬三郎の秘剣乱舞』ベストセラーノベルズ 1973
- 『嗚呼江戸城』文藝春秋 1973（『週刊文春』1971年9月-1973年6月） のち文庫
- 『柴田錬三郎の無頼殺法』ベストセラーノベルス 1973
- 『うろつき夜太』集英社 1974（『週刊プレイボーイ』1972年1-12月） のち文庫
- 『どうでもいい事ばかり』集英社 1974
- 『真田十勇士』全5巻 日本放送出版協会 1975-76 のち集英社文庫（全3巻）
- 『絵草紙うろつき夜太』横尾忠則画 集英社 1975 のち文庫、国書刊行会、2013
- 『われら梁山泊の好漢 柴錬水滸伝』潮出版社(ゼロ・ブックス) 1975 のち講談社文庫、集英社文庫
- 『地べたから物申す 眠堂醒話』新潮社 1976（「眠堂醒話」改題、『中央公論』1972年8月-1975年10月） のち集英社文庫（『どうでもいい事ばかり』併録）
- 『徳川三国志』スリーセブン 1976 旺文社文庫、時代小説文庫、文春文庫、集英社文庫
- 『生きざま 柴錬歴史譚』集英社 1976（書き下ろし） のち文庫
- 『御家人斬九郎』講談社 1976（『日刊ゲンダイ』1975年10月-1976年6月） のち新潮文庫
- 『生死の門 柴錬剣豪譚』勁文社 1976 のち集英社文庫
- 『人生の死角 柴錬実話譚』勁文社 1976
- 『魔物と感情 柴錬女性論』勁文社 1976
- 『英雄・生きるべきか死すべきか 柴錬三国志』集英社文庫 1977（『週刊小説』1974年5月-1976年9月） のち講談社文庫、時代小説文庫

（孔明没後篇。「英雄ここにあり」と併せて「英雄三国志」集英社文庫）
- 『曲者時代』集英社 1978（『読売新聞』夕刊 1976年9月-1977年9月） のち文庫（平賀源内、田沼意次）
- 『堀部安兵衛』広済堂出版 1978
- 『復讎四十七士 柴錬忠臣蔵』文藝春秋 1978（『週刊文春』1976年8月-1977年9月） のち集英社文庫
- 『円月説法 柴錬のダンディズム指南』集英社 1978

### 1980年代以降
- 『無念半平太』新潮文庫 1990「剣鬼宮本無三四」講談社文庫
- 『剣魔稲妻刀』新潮社 1994年（中短編集、「北畠具教」「剣魔稲妻刀」「小野次郎右衛門」「丸橋忠弥」「実説「安兵衛」」「刺客」「平山行蔵」「浪人祭」）

### 翻訳
- ジョゼ・ジョヴァンニ『ル・ジタン 犯罪者たち』勁文社 1976.3 のち文庫

### 作品集
- 『柴田錬三郎選集』全15巻 光風社 1960-62年
- 『柴田錬三郎選集』第2期 全15巻 光風社 1964-65年
- 『柴田錬三郎時代小説全集』全26巻 新潮社 1965-67年
- 『柴田錬三郎自選時代小説全集』全30巻 集英社 1973-75年
- 『柴田錬三郎選集』全18巻 集英社 1989-90年
- 『ポピュラー時代小説 柴田錬三郎集』リブリオ出版 1998年
- 『もののふ』新潮文庫 1998年
- 『かく戦い、かく死す 新編武将小説集』集英社文庫 2007年
- 『梅一枝 新編剣豪小説集』集英社文庫 2008年
- 『男たちの戦国 新編武将小説集』集英社文庫 2010年
- 『花は桜木 柴錬の「大江戸」時代小説短編集』集英社文庫 2011年
- 『一刀両断 剣豪小説傑作選』新潮文庫 2013年
- 『幽霊紳士/異常物語 柴田錬三郎ミステリ集』創元推理文庫 2014年
- 末國善己編『花嫁首 眠狂四郎ミステリ傑作選』創元推理文庫 2017年

## 原作作品
（眠狂四郎については「眠狂四郎」の項を参照）

### 映画
- 『第8監房』日活、1956年、阿部豊監督、三橋達也、月丘夢路
- 『源氏九郎颯爽記 濡れ髪二刀流』1957年、加藤泰監督、中村錦之助、田代百合子
- 『まだら頭巾剣を抜けば 乱れ白菊』松竹、1957年、倉橋良介監督、近衛十四郎、山鳩くるみ
- 『「夢に罪あり」より 処女』松竹大船、1957年、田畠恒男監督、浅茅しのぶ、田代百合子
- 『抜打ち浪人』東映、1957年、佐伯清監督、大友柳太朗、伊藤雄之助
- 『剣は知っていた 紅顔無双流』東映、1958年、内出好吉監督、中村錦之助、大川恵子
- 『源氏九郎颯爽記 白狐二刀流』東映、1958年、加藤泰監督、中村錦之助、丘さとみ
- 『美男城』東映、1958年、佐々木康監督、萬屋錦之介、丘さとみ
- 『銀座の沙漠』日活、1958年、阿部豊監督、長門裕之、南田洋子
- 『江戸群盗傳』松竹、1958年、福田晴一監督、近衛十四郎、北上弥太朗
- 『男が爆発する』日活、1959年、舛田利雄監督、石原裕次郎、北原三枝
- 『血汐笛』東映京都、1959年、小沢茂弘監督、東千代之介、大河内傳次郎
- 『血太郎ひとり雲』東映、1959年、井沢雅彦監督、中村嘉葎雄、中里阿津子
- 『暁の地平線』松竹大船、1959年、井上和男監督、東野英治郎、佐田啓二
- 『遊太郎巷談』大映京都、1959年、田坂勝彦監督、市川雷蔵、浦路洋子
- 『赤い影法師』東映、1961年、小沢茂弘監督、大川橋蔵、木暮実千代
- 『図々しい奴』松竹、1961年、生駒千里監督、杉浦直樹、高千穂ひづる
- 『源氏九郎颯爽記 秘剣揚羽の蝶』東映、1962年、伊藤大輔監督、萬屋錦之介、大川恵子
- 『斬る』大映、1962年、三隅研次監督、市川雷蔵、藤村志保
- 『若くて、悪くて、凄いこいつら』日活、1962年、中平康監督、高橋英樹、和田浩治
- 『おれは侍だ 命を賭ける三人』東映、1963年、沢島正継監督、大友柳太朗、里見浩太朗
- 『図々しい奴』東映、1964年、瀬川昌治監督、谷啓、佐久間良子
- 『続・図々しい奴』東映、1964年、瀬川昌治監督、谷啓、佐久間良子
- 『剣鬼』大映、1965年、三隅研次監督、市川雷蔵、姿美千子
- 『夜のバラを消せ』日活、1966年、舛田利雄監督、石原裕次郎、由美かおる
- 『怪談残酷物語』松竹、1968年、長谷和夫監督、川口小枝、田村正和
- 『孤剣は折れず 月影一刀流』東映、1969年、佐々木康監督、鶴田浩二、桜町弘子
- 『栄光への反逆』東宝、1970年、中平康監督、黒沢年雄、松原智恵子（原作『生命ぎりぎり物語』）
- 『蝦夷館の決闘』東宝、1970年、古澤憲吾監督、加山雄三、三國連太郎

### テレビドラマ
- 『将軍と姫と浪人』NET、1959年
- 『図々しい奴』TBS、1963年、丸井太郎、杉浦直樹
- 『われら九人の戦鬼』NET、1966年
- 『男は度胸』NHK、1970-71年（原作『徳川太平記』）
- 『おらんだ左近事件帖』フジテレビ、1971-72年、高橋英樹、星由里子
- 『度胸時代』TBSテレビ、1974年
- 『運命峠』フジテレビ、1993年、松平健、三浦友和
- 『徳川風雲録 八代将軍吉宗』テレビ東京、2008年、中村雅俊、内田朝陽（原作『徳川太平記～吉宗と天一坊～』集英社文庫）

### テレビアニメ
- 『少年宮本武蔵 わんぱく二刀流』フジテレビ、1982年、声:金田賢一、松本伊代（原作『決闘者 宮本武蔵 少年篇』）

### 人形劇
- 『真田十勇士』NHK、1975-77年

## 評伝
- 中村勝三 『柴田錬三郎私史』（鵬和出版、1986年）
- 澤辺成徳 『無頼の河は清冽なり 柴田錬三郎伝』（集英社、1992年）
- 熊代正英・綾目広治編著 『柴田錬三郎の世界』（「岡山文庫」日本文教出版、2017年）

## 注
1. ↑  清原康正「解説」（『三国志』講談社文庫 2002年）
2. ↑  『地べたから物申す』
3. 1 2  大久保房雄「解説」（『貧乏同心御用帳』集英社文庫 1981年）
4. 1 2  大村彦次郎『文士のいる風景』ちくま文庫 2006年
5. ↑  縄田一男（『柴練立川文庫4 柳生但馬守』文春文庫 1992年）
6. ↑  奥野健男「解説」（『図々しい奴』集英社文庫 1979年）
7. ↑  国文学解釋と鑑賞, 第 1～3 号
8. ↑  尾崎秀樹「解説」（『御家人斬九郎』新潮文庫、1984年）
9. 1 2  “干場義雅 第4回「柴田錬三郎先生と坪内寿夫さんのゴルフ場の話は、豪快すぎて、いまの時代では考えられません」”現代ビジネス（2015.11.25）
10. ↑  “柴田錬三郎の愛車ベンツ”文春写真館（本の話、文藝春秋）
11. ↑  “軽井沢が見える万華鏡 No.16”軽井沢新聞
12. ↑  “奥道後GCを知る”奥道後ゴルフクラブ
13. 1 2   鳴門秘帖 ガイドブック 上 NHKドラマ制作班 P.151
14. 1 2 3  以上 田村正和 三林京子 特別公演 眠狂四郎 十の母の子守歌 パンフレット 在りし日の柴田先生 ページ数無しより。
15. ↑  “［とと姉ちゃん］及川光博演じる五反田さんにはモデルがいた！”. Book Bang.  新潮社 (2016年7月8日). 2016年8月10日閲覧。
16. ↑  長谷部史親「解説」（『デカダン作家行状記』集英社文庫 1998年）